# Michelle Dumon
Micheline Aline Dumon (20 de maio de 1921 - 16 de novembro de 2017), (codinomes Lily e Michou), foi uma membra da Resistência Belga durante a Segunda Guerra Mundial com a Linha Cometa (Réseau Comète).
Ela recebeu a Medalha Britânica George e a Medalha da Liberdade dos Estados Unidos por ajudar aviadores aliados abatidos sobre a Bélgica e a França a escapar da captura e prisão pela Alemanha. Como membro da Linha Cometa, fundada por Andrée de Jongh, ela ajudou na fuga de mais de 250 aviadores aliados. Ela guiou aviadores abatidos da Bélgica e da França até a fronteira da Espanha, de onde eles poderiam ser repatriados para a Grã-Bretanha.
Dumon, apesar de sua pouca idade, era um dos membros mais experientes e mais antigos da Comet Lines. Em 1944, ela desmascarou um infiltrado alemão, Jacques Desoubrie, responsável pela prisão de muitos membros da Linha Cometa. Conhecida pela Gestapo, ela fugiu para a Inglaterra e lá permaneceu até o fim da guerra.
Posteriormente ao fim da guerra, mudou-se para a França, com seu marido que conheceu na Inglaterra, tendo 4 filhos. Morreu em 2017, aos 96 anos.